# Hisztamin
A hisztamin (INN: histamine) egy nitrogén heterociklust tartalmazó amin. Neurotranszmitter, részt vesz a szervezet immunválaszának kialakításában, illetve a gyulladási folyamatokban. Receptorai: H1, H2, H3, H4. 
A hisztamin szó a görög hisztosz (ιστός = szövet) és az ammónia összevonásából származik.

## Tulajdonságok
A hisztamin világossárga, higroszkópos kristályos anyag, amely olvadáspontja 84 °C. Vízben, metanolban, etanolban könnyen, éterben rosszul oldódik. Vizes oldatban tautomerizálódik: Nπ-H-hisztaminként és Nτ-H-hisztaminként fordul elő. Oldatban az utóbbi van többségben.

A hisztamin tautomerei

A molekula két bázikus nitrogénnel rendelkezik. Az egyik, az oldalláncon található alifás aminocsoport, a másik, az imidazol gyűrűn található két nitrogénatom közül az, amelyik nem rendelkezik hidrogénnel. Fiziológiás körülmények között az alifás nitrogén protonált (mivel a pKa értéke 9,4), míg az imidazol gyűrűn található nitrogén nem protonált (mivel a pKa értéke ≈ 5,8).

## Előállítás és lebontás

A hisztamint a hisztidin dekarboxiláz enzim állítja elő hisztidinből.

A hisztamint a hisztidin dekarboxiláz enzim állítja elő hisztidinből, dekarboxilezéssel. A szervezet az előállított hisztamint tárolja, vagy inaktiválja lebontóenzimek segítségével, mint a hisztamin-N-metil-transzferáz(en) vagy diamino-oxidáz(en) (DAO).
Míg a központi idegrendszerben a szinapszisokba jutó hisztamint elsődlegesen a hisztamin-N-metil-transzferáz bontja le, addig a más szervekben található hisztamin metabolizmusát mindkét előbb említett enzim végzi. A hisztaminból keletkező metabolitokat további más enzimek alakítják tovább, melyek között szerepel a mono-amin-oxidáz-B(en) (MAO-B) és az aldehid-dehidrogenáz-2 (ALDH2(en)).
A baktériumok is képesek hisztamin előállítására hisztidin dekarboxiláz segítségével, ám ezek szerkezete eltér az állatokban található enzimekétől.
A hisztamin kis mennyiségben megtalálható a fermentációval előállított élelmiszerekben is, amelyet fermentációs baktériumok vagy élesztő állít elő.
A borok 2–10 mg/l, a szaké 20–40 mg/l koncentrációban tartalmazhat hisztamint. 

## Fordítás
Ez a szócikk részben vagy egészben a Histamine című angol Wikipédia-szócikk fordításán alapul.  Az eredeti cikk szerkesztőit annak laptörténete sorolja fel. Ez a jelzés csupán a megfogalmazás eredetét és a szerzői jogokat jelzi, nem szolgál a cikkben szereplő információk forrásmegjelöléseként.